# 洪匡
洪匡（Hongko，（?—1622年），又译“宏括”，布占泰第八子（一说第七子），布特哈乌拉贝勒，后因密谋反金、恢复乌拉失败兵败自裁。其后人在家谱中记载“洪匡失国”，以其为末代乌拉贝勒。

## 生平
洪匡是乌拉贝勒布占泰的幼子。万历四十一年（1613年），努尔哈赤率军讨伐乌拉，布占泰在富尔哈、乌拉两地与努尔哈赤决战失败，只身败逃叶赫。布占泰的三位福晋和八个儿子皆陷于建州之手。之后，努尔哈赤为了使布占泰早降、拉拢乌拉败部归附，重施当年对待吴尔古代的办法，选择布占泰最小的儿子洪匡为那拉氏的继承人，领有乌拉城附近的一块小地方，默认其为“布特哈乌拉贝勒”，以示羁縻。其余乌拉王族则编入正白旗，由布占泰第六子茂墨尔根管理。
布特哈乌拉不同于其他被建州攻占的地区。它既不编旗，也未设佐领。由于洪匡是后金格格所生，与努尔哈赤有血缘关系，努尔哈赤还将孙女嫁给洪匡，以示恩宠。然而，随着洪匡年龄逐渐增大，他开始发现所谓“布特哈乌拉贝勒”的权利也不过是在“都城”附近的山上打猎而已。那些原先附属于乌拉的部落、甚至其他乌拉那拉氏家族的成员根本就不服从于他。于是洪匡开始明白“布特哈乌拉贝勒”与原先的“乌拉贝勒”并不是一回事。明天启二年、后金天命七年（1622年），洪匡密谋反抗后金、企图恢复乌拉。不料计划外泄，遭到努尔哈赤出兵突袭。乌拉城被攻克、焚毁，洪匡战败自刎，参与此事者全部遭到处决。

## 后人
洪匡生有两子：
- 长子乌隆阿在洪匡城破自刎之际年仅七岁，被人救出，改汉姓赵[8]，隐姓埋名定居于锦州村[N 1][4]。多年以后，乌隆阿以同宗身份重新归入满泰第三子，正白旗满洲阿布泰佐领下。然而当时族人以其父曾起兵反叛，怕家族因此蒙祸，不令归入族谱，仍以赵为姓，但仍给了乌隆阿一本《纳拉氏族谱》为日后认祖归宗之凭证[9]。乌隆阿有十子[4]，他们均在打牲乌拉总管衙门充任牲丁。乌隆阿之孙扎勒讷以披甲身份从征三藩，立下战功，官至副都统；六世孙贵陛官至乌拉协领，战死后赠“振威将军”衔[10]。其余子孙还有任骑都尉、云骑尉、佐领、翼领、骁骑校、领催等职，更多者为牲丁和披甲[10]。乌隆阿的后人现在主要生活在吉林省吉林市乌拉街满族镇一带。
- 次子乌拉布他哈城破之后被公主带回盛京，后人改姓讷，有不忘祖姓之意[8][10]。

## 资源引证
1. ↑  李林 2006，第135頁
2. 1 2  赵东升 & 宋占荣 1992，第164頁
3. ↑  赵东升 & 宋占荣 1992，第142頁
4. 1 2 3 4  李林 2006，第137頁
5. ↑  李林 2006，第133頁
6. 1 2 3 4  赵东升 & 宋占荣 1992，第94頁
7. 1 2  赵东升 & 宋占荣 1992，第95頁
8. 1 2  赵东升 & 宋占荣 1992，第143頁
9. ↑  赵东升 & 宋占荣 1992，第121頁
10. 1 2 3  赵东升 & 宋占荣 1992，第156頁